# Wieland Niekisch
Wieland Niekisch (ur. 20 lutego 1957 w Löbau, powiat Drezno, Niemcy Wschodnie) – niemiecki polityk (CDU). W latach 1999-2009 był posłem do parlamentu kraju związkowego Brandenburgii.

## Życie i zawód
Po szkoleniu zawodowym w latach 1973-1975 jako robotnik wykwalifikowany w branży instalacji przemysłowych Wieland Niekisch pracował w Kościele Ewangelickim do 1977 roku. W latach 1977–1980 ukończył maturę humanistyczną w Poczdamie .
Od 1980 do 1981, Niekisch studiował teologię przez dwa semestry w Sprachenkonvikt w Berlinie. W związku z wnioskiem o emigrację do RFN pracował jako pracownik kościelny do 1983 roku. Następnie studiował historię współczesną, ekonomiczną, średniowieczną i teologię na Wolnym Uniwersytecie w Berlinie do 1987 r. i ukończył je z tytułem naukowym Magistra. W 1995 roku uzyskał doktorat (dr. Fil. na Wolnym Uniwersytecie w Berlinie.
Od 1997 roku Wieland Niekisch pracuje jako freelancer w zakresie promocji turystyki, szkoleń retoryki i komunikacji, public relations/reklamy. Od 1998 do 1999 pracował jako zastępca szefa sztabu planowania berlińskiego senatora spraw wewnętrznych.
Od 2010 roku Wieland Niekisch kieruje Centrum Współczesnej Historii Policji w Wyższej Szkole Policyjnej Brandenburgii .
Wieland Niekisch jest żonaty i ma dwoje dzieci. Jest ewangelikiem.

## Polityka

### Partia polityczna
Niekisch jest członkiem CDU od 1984 roku. W 1995 został wybrany przewodniczącym okręgu CDU Poczdam. W latach 1998–2001 był członkiem Rady Miejskiej Poczdamu. 9 czerwca 2008 r. Niekisch zrezygnował ze stanowiska przewodniczącego okręgowego CDU Poczdam po ogromnych naciskach ze strony partii, m.in. z powodu rzekomo nieujawnionej umowy o doradztwo.

### Poseł
Wieland Niekisch był posłem do parlamentu kraju związkowego Brandenburgii od września 1999 do września 2009. Był rzecznikiem nauki, kultury i mediów, a od marca 2007 r. wiceprzewodniczącym frakcji parlamentarnej CDU w Brandenburgii. Od 2007 roku jest pełnoprawnym członkiem rady nadawców i komitetu programowego rbb. Z ramienia grupy parlamentarnej CDU zasiadał w jury stanowym, które wybrało projekt nowego gmachu parlamentu stanowego w centrum Poczdamu. Do października 2004 był wiceprzewodniczącym komisji ds. nauki, badań i kultury. Od listopada 2004 był wiceprzewodniczącym Podkomisji Komisji Kontroli Budżetowej. W wyborach na 5th W 2009 roku w parlamencie Brandenburgii Niekisch stracił mandat i opuścił parlament.